# Le Tigre du ciel (film, 1955)
Cet article concerne le film de Gordon Douglas. Pour le film de Jack Gold, voir Le Tigre du ciel (film, 1976).
Pour plus de détails, voir Fiche technique et Distribution.
Le Tigre du ciel (The McConnell Story) est un film américain de Gordon Douglas réalisé en 1955.

## Synopsis
Le soldat Mac Connell s'entraine clandestinement pour devenir pilote de chasse. À force d'audace et de ténacité, il deviendra bientôt l'as de l'aviation américaine pendant le conflit de Corée.

## Fiche technique
- Titre original : The McConnell Story
- Réalisation : Gordon Douglas
- Scénario : Sam Rolfe, Ted Sherdeman
- Assistant-réalisateurs : Chuck Hansen, William Kissel, Russell Saunders
- Musique : Max Steiner
- Directeurs de la photographie : John F. Seitz et Ted McCord (seconde équipe)
- Costumes : Howard Shoup
- Producteur : Henry Blanke
- Société de production : Warner Bros
- Pays d'origine :  États-Unis
- Genre : Film de guerre
- Durée : 105 min
- Date de sortie :
  - États-Unis : 29 septembre 1955
  - France : 30 décembre 1955
- Affiche : Jean Mascii (France)

## Distribution
- Alan Ladd (VF : Maurice Dorléac) : Capitaine Joseph C. « Mac » McConnell, Jr
- June Allyson (VF : Rosy Varte) : Pearm « Butch » Brown
- James Whitmore (VF : Jean Clarieux) : Colonel Ty « Dad » Whitman
- Frank Faylen (VF : Roger Rudel) : Sykes
- Robert Ellis (VF : Michel François) : Bob Brown
- Willis Bouchey (VF : Pierre Morin) : Newton Bass
- Sarah Selby (VF : Lita Recio) : Madame Brown
- Gregory Walcott (VF : Raymond Loyer) : 1er Military Police
- Frank Ferguson (VF : Émile Duard) : Mike
- Perry Lopez : Red
- John Pickard (VF : Marcel Bozzuffi) : 2e Military Police
- Dabbs Greer (VF : Roger Tréville) : Pilote instructeur
- Edward Platt (VF : Pierre Leproux) : Instructeur du corps médical
- James Dobson : Lieutenant Roy Singer
- Vera Marshe : Femme blonde

Acteurs non crédités :
- Murray Alper : un sergent
- John Alvin : Johnny
- Olin Howland : Sam, le postier
- Herb Vigran : un chauffeur de camion
- Tito Vuolo : l'épicier italien